# مظاهرات 30 يونيو 2022 في السودان
مظاهرات 30 يونيو 2022 في السودان أو مليونية 30 يونيو هيَّ مُظاهرات استجابةً لدعوة أُطلِقَت من قِبَل المعارضة السودانية وتنظيمات نقابية وأحزاب سياسية، حُثَ فيها السودانيين على المشاركة فيها تحت شعار «مليونية 30 يونيو». وذَكرَت لجان مقاومة العاصمة الخرطوم مُصرحةً: «الـ 30 من يونيو نقطة إطلاق عهد جديد من البزل والتضحية وهبة قوية تسقط الانقلاب القابع على سدة الحكم بالتجبر والتسلط» وقد حَثَ تجمع المهنيين السودانيين أنصاره على المشاركة بكثافة.
وحَمَلَ المتظاهرون، الأعلام السودانية وصور لضحايا الاحتجاجات، مرددين شعارات تطالب بالحكم المدني الديمقراطي، وإسقاط قانون عرفي وتحقيق العدالة لضحايا الاحتجاجات.

## نتيجة
وأعلن رئيس مجلس السيادة في السودان، الفريق عبد الفتاح البرهان، في 25 أكتوبر/تشرين الأول، إقالة الحكومة وإعلان حالة الطوارئ وتعليق العمل بمواد من الوثيقة الدستورية.
كما اعتقلت الأجهزة الأمنية، في حينها، عددا من أعضاء الحكومة الانتقالية السودانية وقادة مدنيين، من بينهم رئيس الوزراء السوداني السابق، عبد الله حمدوك.
وتسبب انقلاب أكتوبر/تشرين الأول في مظاهرات داخلة لم تتوقف طيلة ثمانية أشهر. وانتقدت عدة دول، منها الولايات المتحدة، الانقلاب ودعت إلى العودة إلى المسار الديمقراطي.
ودافع البرهان عن خطواته قائلا إن «إجراءاته تهدف إلى تصحيح مسار المرحلة الانتقالية»، كما تعهد بتسليم السلطة عبر انتخابات أو توافق وطني.
وكان المجلس العسكري السوداني قد وقع، في يوليو/ تموز،2019 اتفاقا مع قوى إعلان الحرية والتغيير لتقاسم السلطة وخارطة للمرحلة الانتقالية. إلا أن المكون العسكري انقلب على الاتفاق وأزاح المكون المدني تماما من السلطة.
وتحاول الأمم المتحدة والاتحاد الإفريقي رعاية مفاوضات بين الأطراف السودانية المتنازعة في محاولة لإيجاد حل للأزمة السياسية المستمرة في البلاد.
ويعيش السودانيون أوضاعا اقتصادية ومعيشية صعبة، في ظل ارتفاعات كبيرة في الأسعار وزيادة ملحوظة في معدلات البطالة.

## السلطات العسكرية
فرضت السلطات السودانية إجراءاتٍ أمنية مشددة مع انطلاق الاحتجاجات في حين أفادت رويترز بانقطاع الإنترنت في الخرطوم قبل المظاهرات، وأكدت وسائل إعلام محلية انقطاع الاتصالات عن مناطق في البلاد.
وقد قُتِلَ 9 على يد الأمن السوداني خلال التظاهرات.
أعلنت «لجنة أطباء السودان» (غير حكومية)، ارتفاع عدد قتلى التظاهرات، إلى 4. وقالت اللجنة: «وصل عدد القتلى اليوم إلى 4». وأضافت: «بهذا يرتفع العدد الكلي إلى 107 قتيل»
وفي وقتٍ سابق، أعلنت اللجنة في بيان عبر تويتر، سقوط قتيلين خلال المظاهرات في مدينة أم درمان، غربي العاصمة الخرطوم.
وذكرت لجنة أطباء السودان أن العديد من المتظاهرين أُصيبوا أيضاً في مدينة أم درمان ومدينة بحري ومدينة الخرطوم